# Сарман
Сарма́н (каз. Сарман) — село у складі Акжаїцького району Західноказахстанської області Казахстану. Входить до складу Саритогайського сільського округу.
У радянські часи село називалось Харкіно.
Населення — 181 особа (2021; 281 у 2009, 322 у 1999, 306 у 1989).